# Bipolaris leersiae
Bipolaris leersiae är en svampart som först beskrevs av George Francis Atkinson, och fick sitt nu gällande namn av Shoemaker 1959. Bipolaris leersiae ingår i släktet Bipolaris och familjen Pleosporaceae.   Inga underarter finns listade i Catalogue of Life.